# Mirrors (Blue Öyster Cult)
| Recensione                        | Giudizio   |
| --------------------------------- | ---------- |
| AllMusic                          | [ 1 ]      |
| Robert Christgau                  | C          |
| The New Rolling Stone Album Guide | [ 3 ]      |
| Sputnikmusic                      | 3.0 (Good) |
| Piero Scaruffi                    | [ 5 ]      |
| Ondarock                          | [ 6 ]      |
| Dizionario del Pop-Rock           | [ 7 ]      |
| 24.000 dischi                     | [ 8 ]      |

Mirrors è un album discografico dei Blue Öyster Cult, pubblicato dalla casa discografica Columbia Records nel giugno del 1979.

## Tracce

### LP
Lato A
1. Dr. Music – 3:10 (Richard Meltzer, Joe Bouchard, Donald Roeser)
2. The Great Sun Jester – 4:48 (Michael Moorcock, John Trivers, Eric Bloom)
3. In Thee – 3:48 (Allen Lanier)
4. Mirrors – 3:44 (Donald Roeser, Bruce Abbott)
5. Moon Crazy – 4:06 (Joe Bouchard)

Lato B
1. The Vigil – 6:25 (Donald Roeser, Sandra Roeser)
2. I Am the Storm – 3:42 (Joe Bouchard, Ronald Binder)
3. You're Not the One (I Was Looking For) – 3:14 (Albert Bouchard, Caryn Bouchard)
4. Lonely Teardrops – 3:37 (Allen Lanier)

## Formazione
- Eric Bloom - voce, chitarra
- Donald "Buck Dharma" Roeser - chitarra, voce
- Allen Lanier - tastiere, chitarra
- Joe Bouchard - basso, voce
- Albert Bouchard - batteria, voce

Musicisti aggiunti
- Genya Ravan - accompagnamento vocale, cori (brani: Dr. Music e Mirrors)
- Ellen Foley - accompagnamento vocale, cori (brani: Dr. Music e Mirrors)
- Wendy Webb - accompagnamento vocale, cori (brano: Lonely Teardrops)
- Mickey Raphael - armonica (brano: Dr. Music)
- Jai Winding - strumento ad arco (brano: In Thee)

Note aggiuntive
- Tom Werman - produttore (per la Julia's Music, Inc.)
- George Geranios - preproduzione
- Tony Cedrone - aiuto speciale
- Registrazioni brani effettuati al: Kendun Recorders di Burbank, California; CBS Recording Studios di New York, New York; The Record Plant di Los Angeles, California
- Gary Pritikin - ingegnere delle registrazioni
- Geoff Sykes e Lou Schlossberg - assistenti ingegnere delle registrazioni
- Loren Salazar - dipinto copertina frontale album originale
- Elliot Gilbert - fotografia retrocopertina album originale
- Ringraziamenti speciali a: Michael Skinclothers, Full Tilt Studios, Giuliano's Custom Guitar, Steven L. Schenck, Bruce Lundvall, Clive Davis, Columbia Pictures[10]

## Classifica
Album
| Anno | Classifica            | Posizione raggiunta |
| ---- | --------------------- | ------------------- |
| 1979 | Billboard 200         | 44                  |
| 1979 | Official Albums Chart | 46                  |

Singoli
| Anno | Titolo del brano | Classifica        | Posizione raggiunta |
| ---- | ---------------- | ----------------- | ------------------- |
| 1979 | In Thee          | Billboard Hot 100 | 74                  |